# Samechov
Samechov (Duits: Samechow) is een Tsjechische plaats in de gemeente Chocerady, regio Midden-Bohemen, en maakt deel uit van het district Benešov. Het dorp ligt op ongeveer 3 kilometer afstand van Chocerady en op ongeveer 20 kilometer afstand van de stad Benešov.
Samechov telt 140 inwoners (2021).

## Geografie
Samechov ligt deels aan de rivier de Sázava - precies aan de overkant ligt Stříbrná Skalice. De twee dorpen zijn door middel van een brug met elkaar verbonden.
Samechov bestaat uit twee delen: Boven-Samechov (Horní Samechov) en Beneden-Samechov (Dolní Samechov). Boven-Samechov is het deel dat aan de Sázava ligt. Een deel van het gebied in het bovenste deel van het dorp is aangewezen als natuurreservaat (Ve Studeném). Ten zuiden en westen van het dorp loopt tevens de Vodslivskýbeek, die aan de noordkant uitmondt in de Samechovský-waterval. 
Op het dorpsplein staan diverse lindebomen.

## Geschiedenis
De eerste schriftelijke vermelding van het dorp dateert van 1436.
In 1949 werd Samechov, samen met Chocerady, ingedeeld bij het district Benešov.

## Voorzieningen
Het dorp bestaat uit verschillende boerderijen, huizen en chalets. Er is een vijver, brandweerkazerne en een kleine kapel met klok en een schrijn.

## Verkeer en vervoer

### Autowegen
Er leidt een regionale weg (weg III/11321) naar het dorp.

### Spoorlijnen
Station Samechov ligt in Boven-Samechov, aan de rivier de Sázava. Het station wordt bediend door treinen van spoorlijn 212 Čerčany - Sázava - Zruč nad Sázavou - Světlá nad Sázavou. Precies aan de overkant van het station ligt het dorp Stříbrná Skalice. Ook dat dorp heeft een station, eveneens aan spoorlijn 212, dat vlak bij Samechov ligt, maar dan bij Beneden-Samechov.

### Buslijnen
De volgende buslijn halteert in het dorp:
| Halte               | Lijn | Traject              | Vervoerder         |
| ------------------- | ---- | -------------------- | ------------------ |
| Chocerady, Samechov | 465  | Chocerady - Samechov | Arriva City s.r.o. |

## Bezienswaardigheden
- Dorpskapel

## Galerij

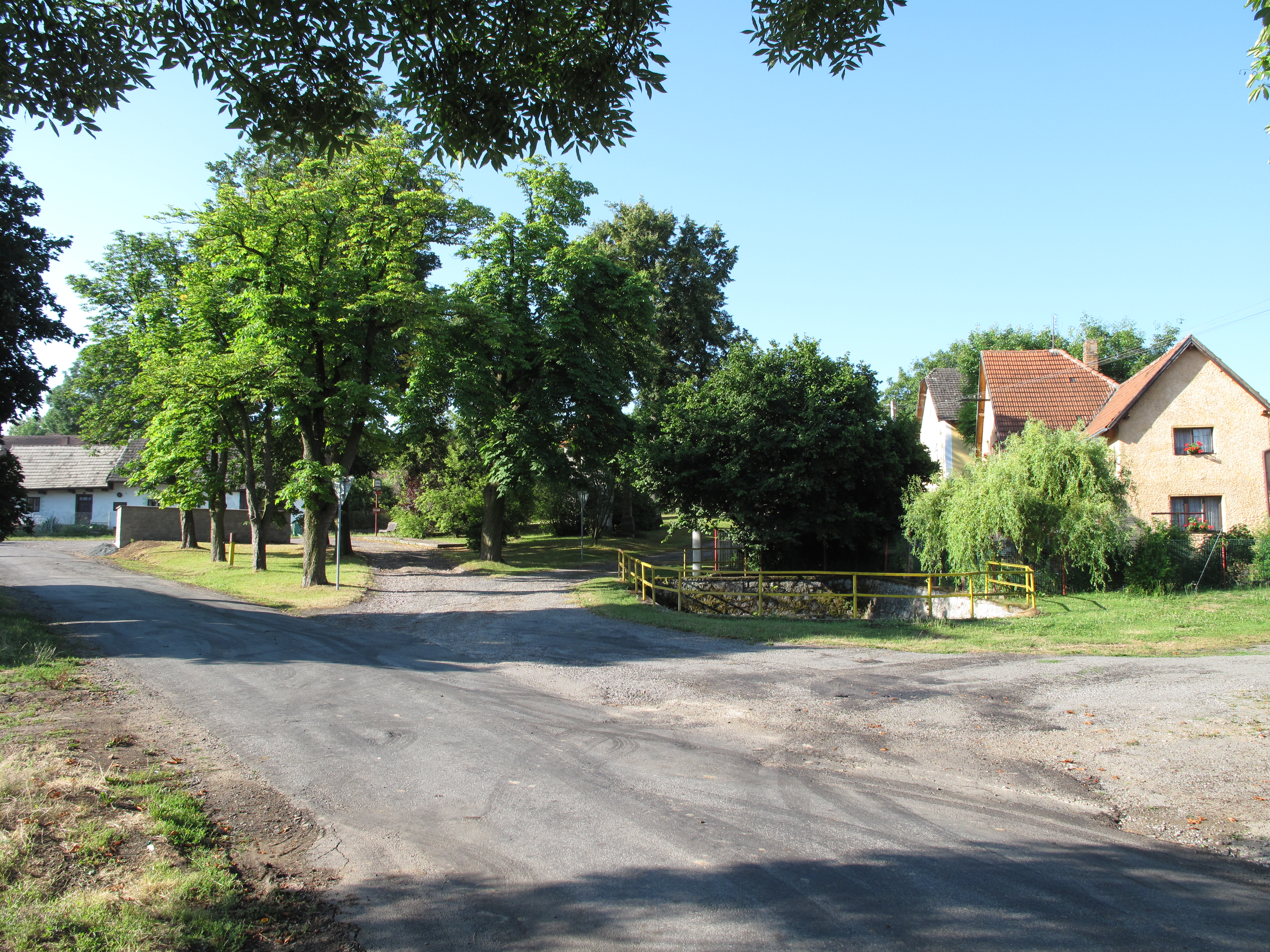
Dorpsplein (2010)
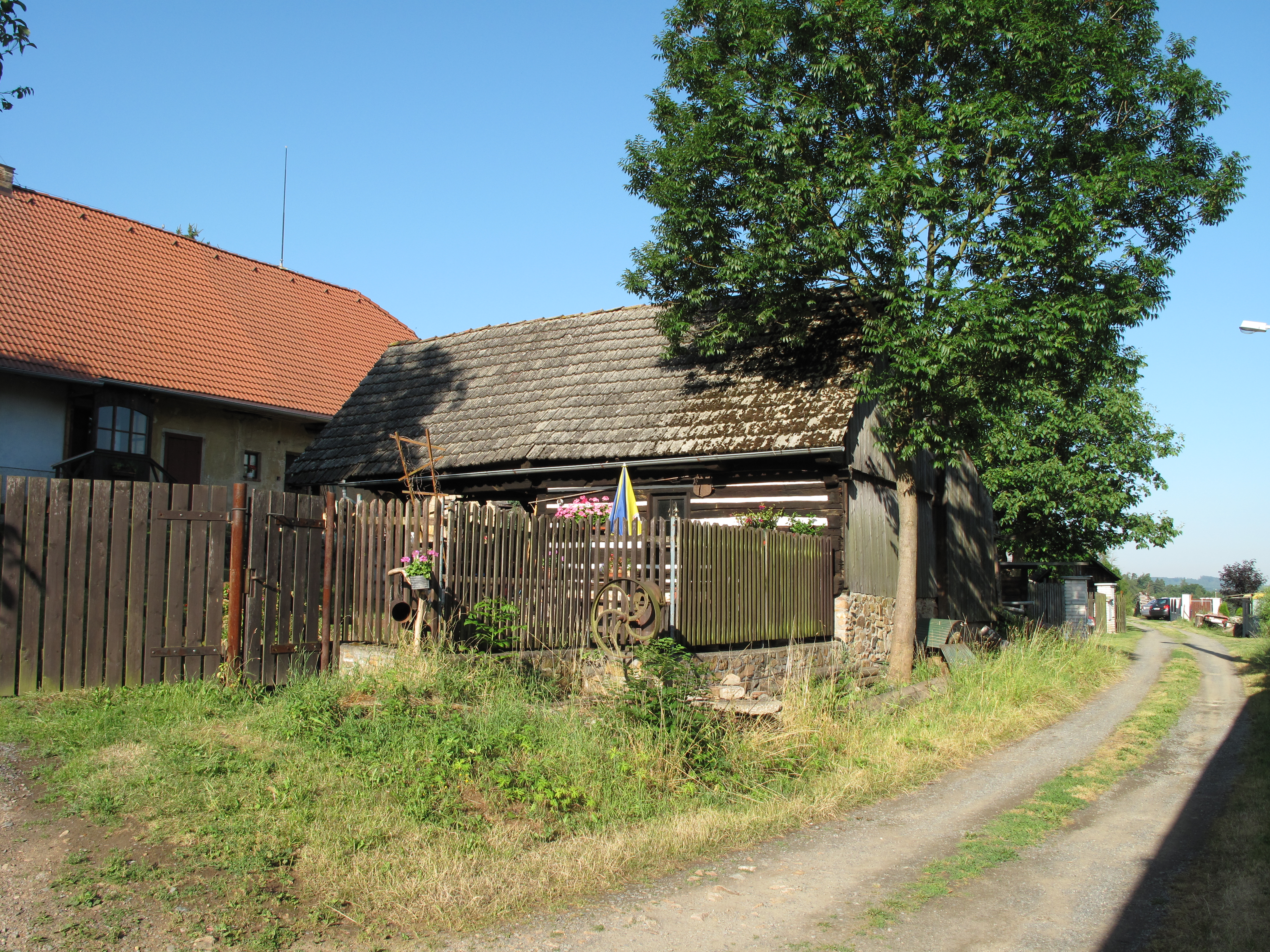
Chalet in het dorp (2010)
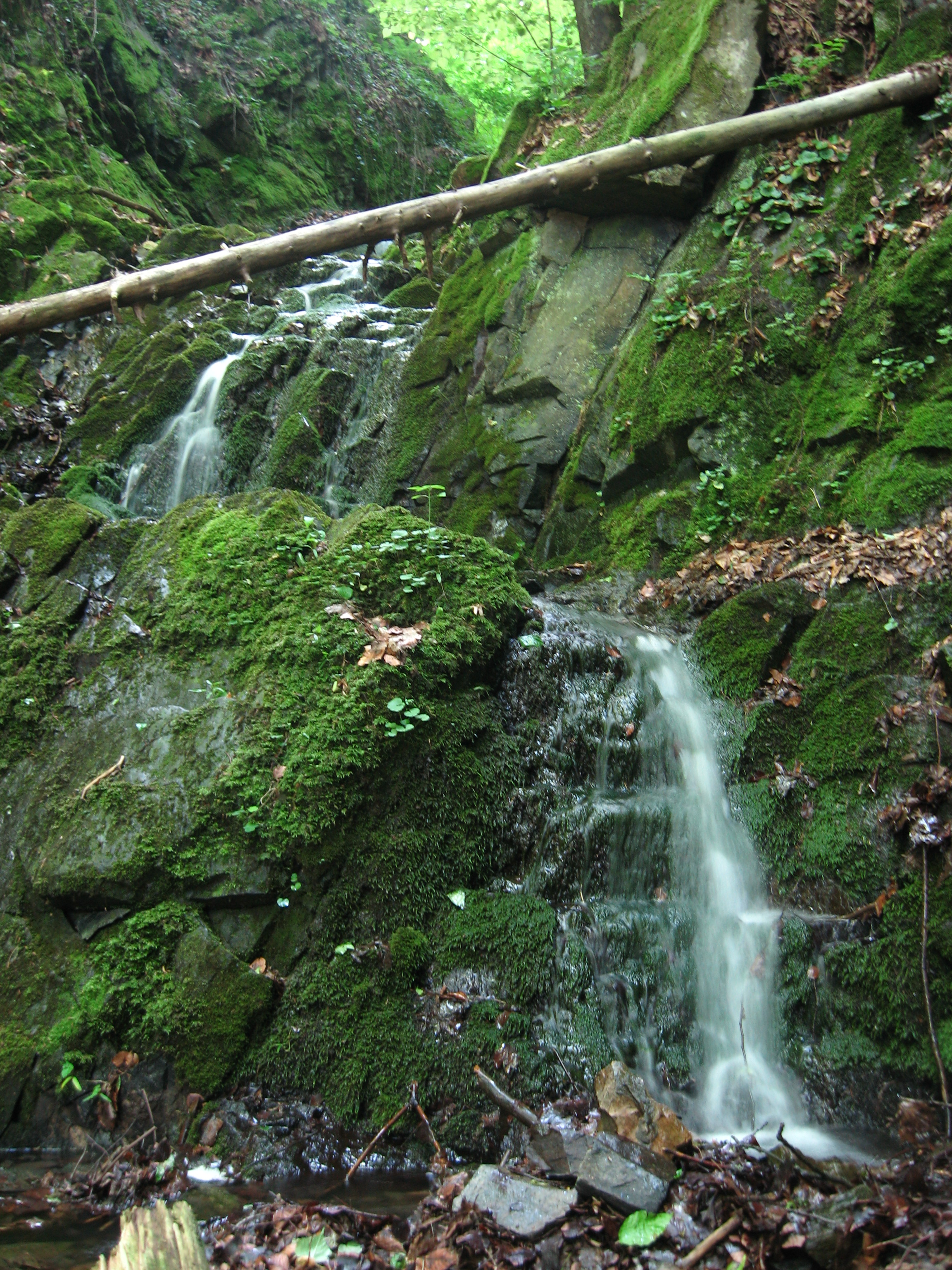
Samechovský-waterval (2014)
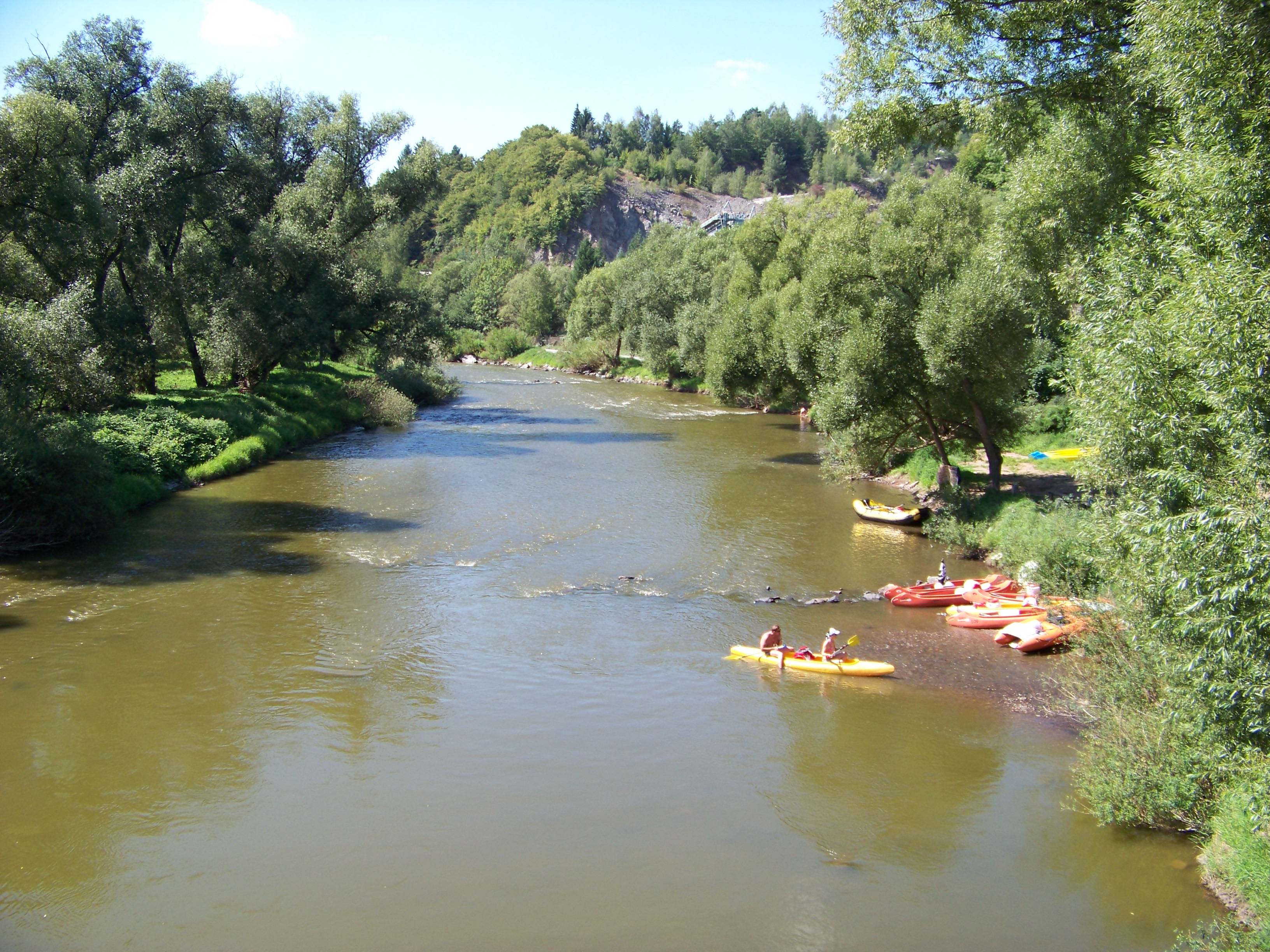
Rivier de Sázava nabij het station (2013)
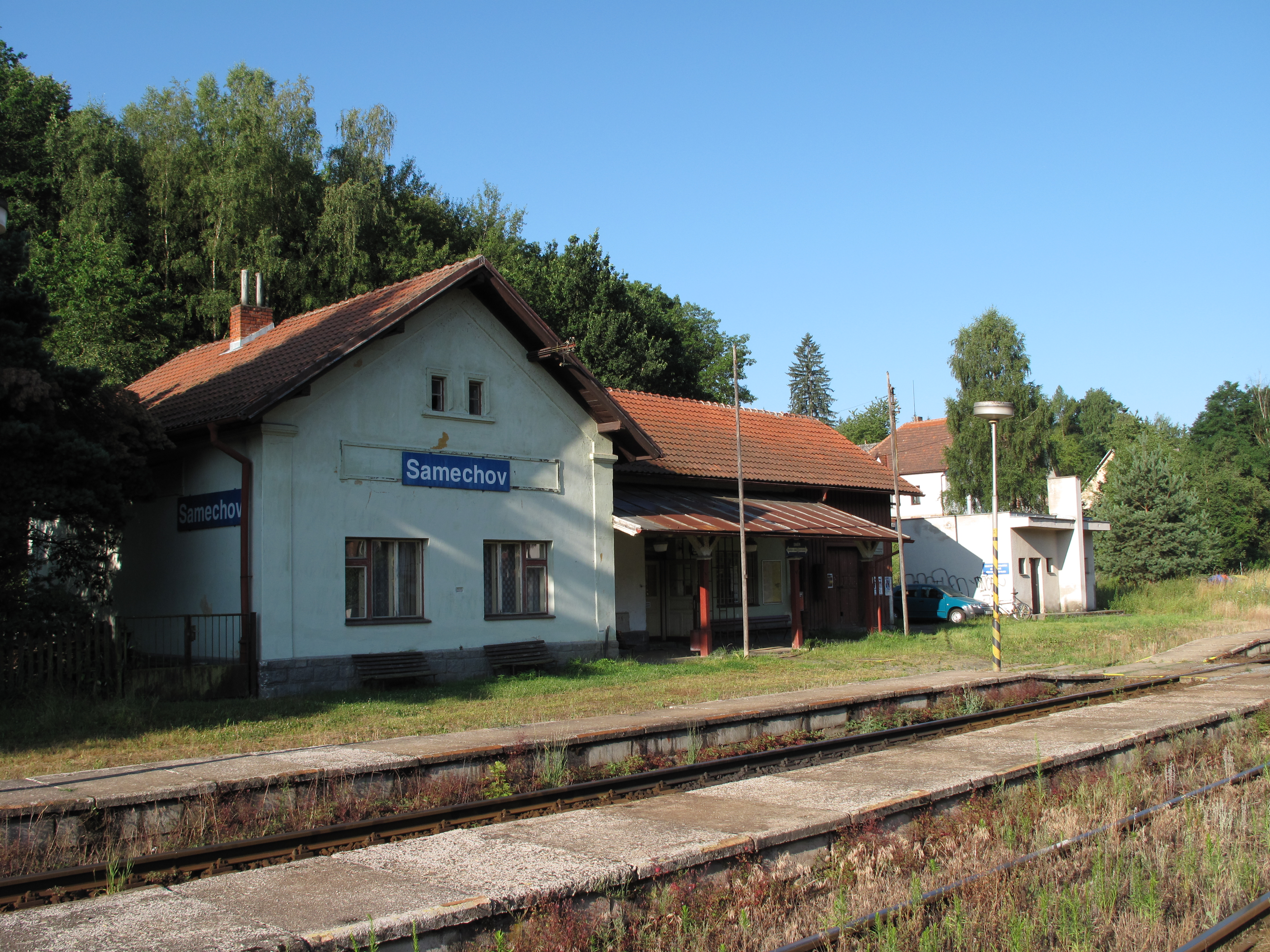
Station Samechov (2010)
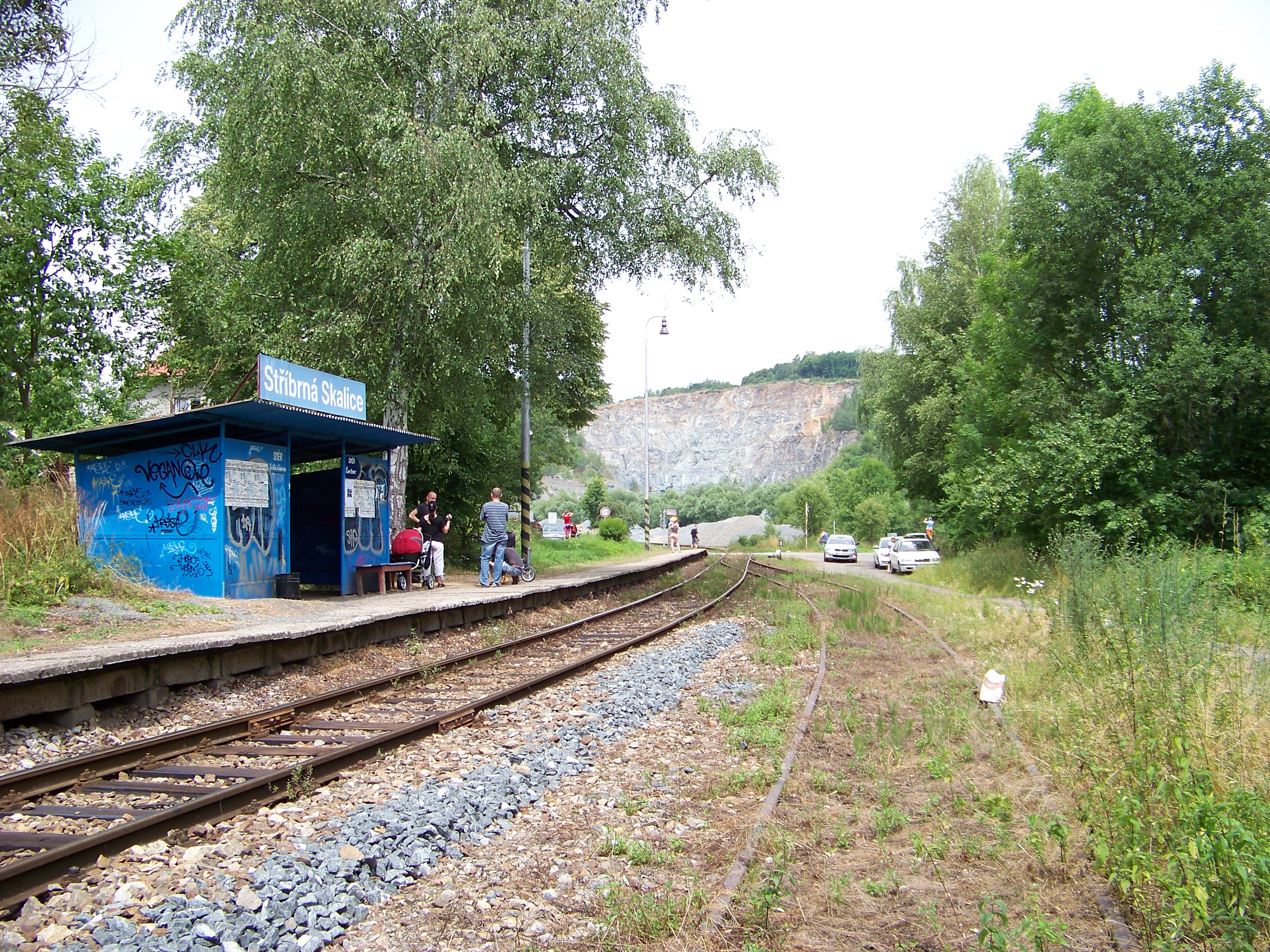
Station Stříbrná Skalice (2014)
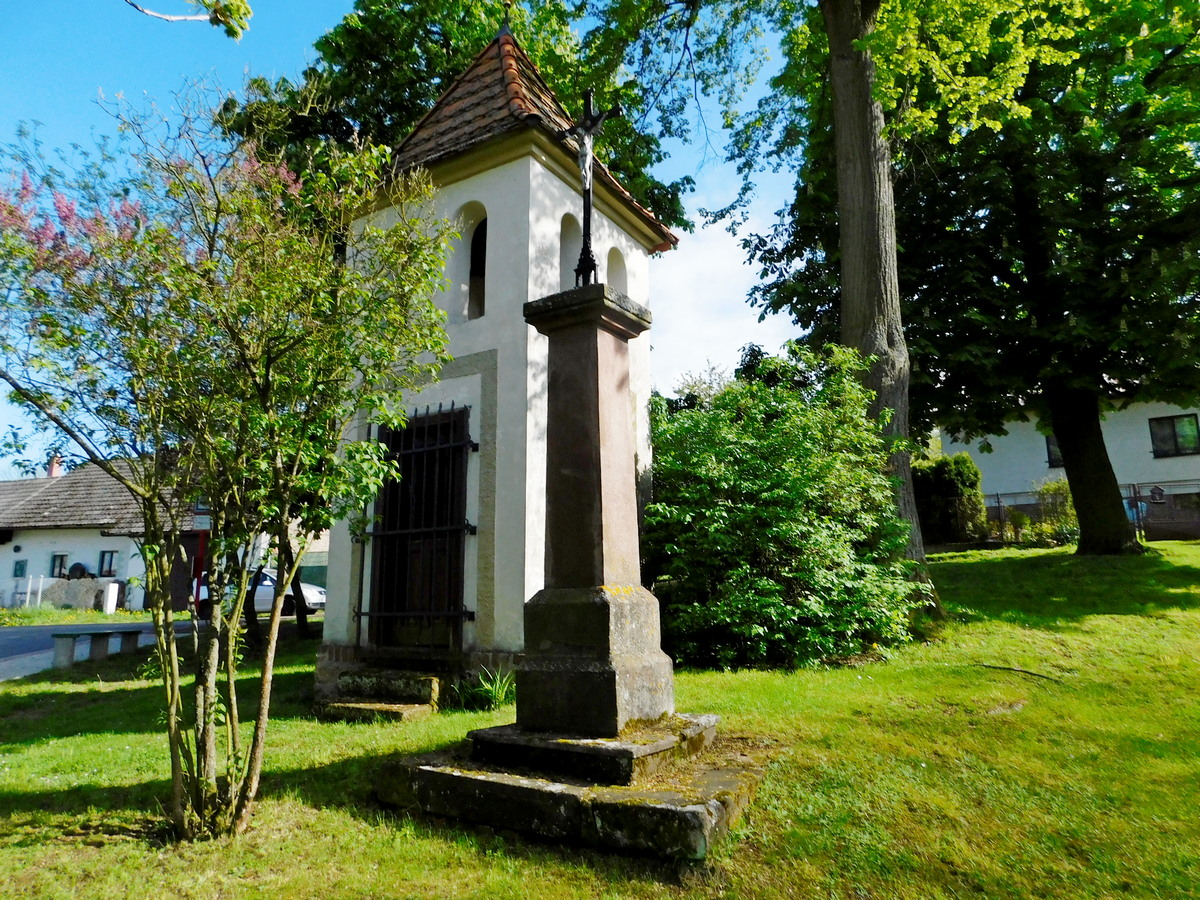
Kruis en kapel (2021)
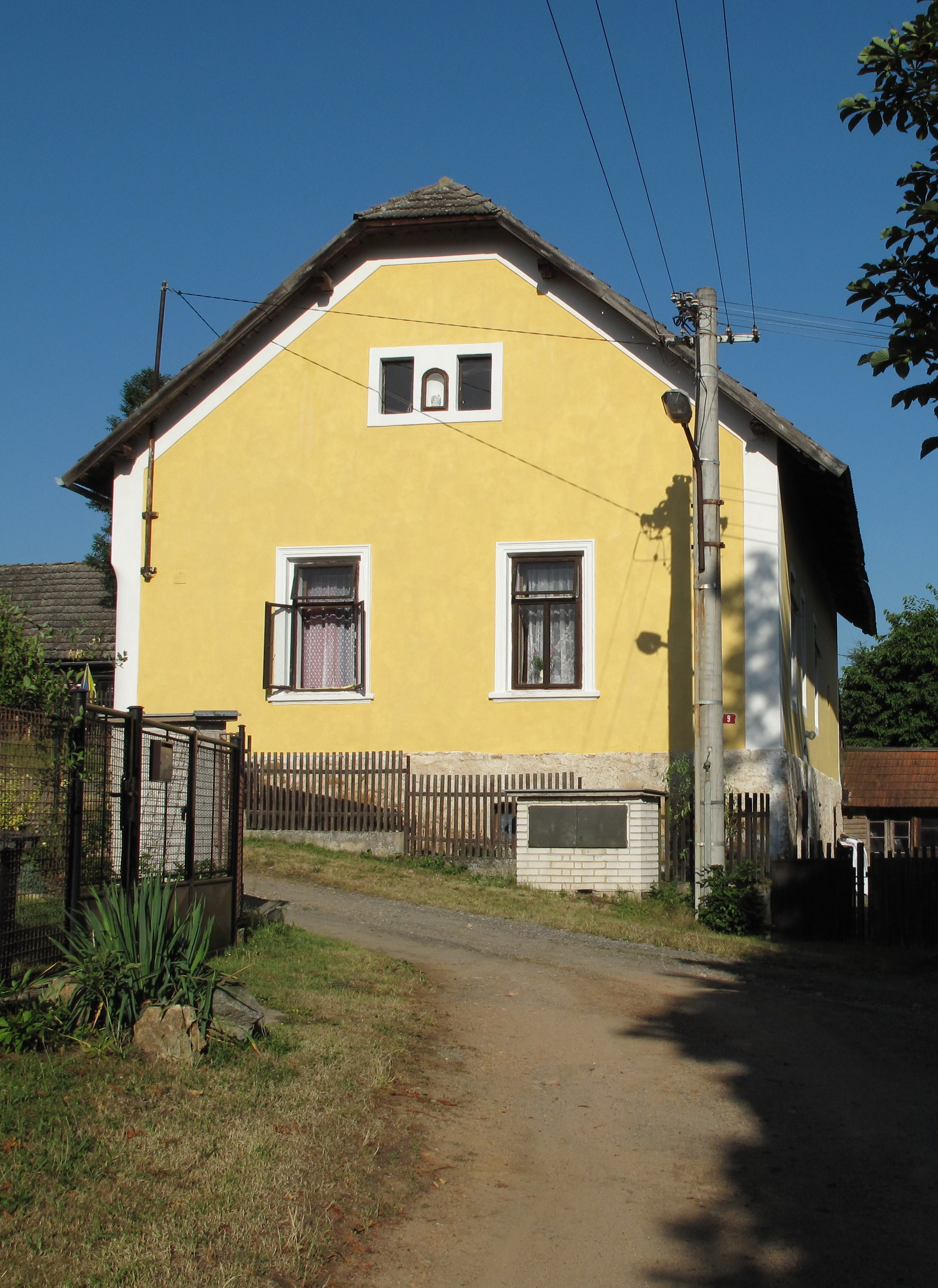
Huis in het dorp (2010)
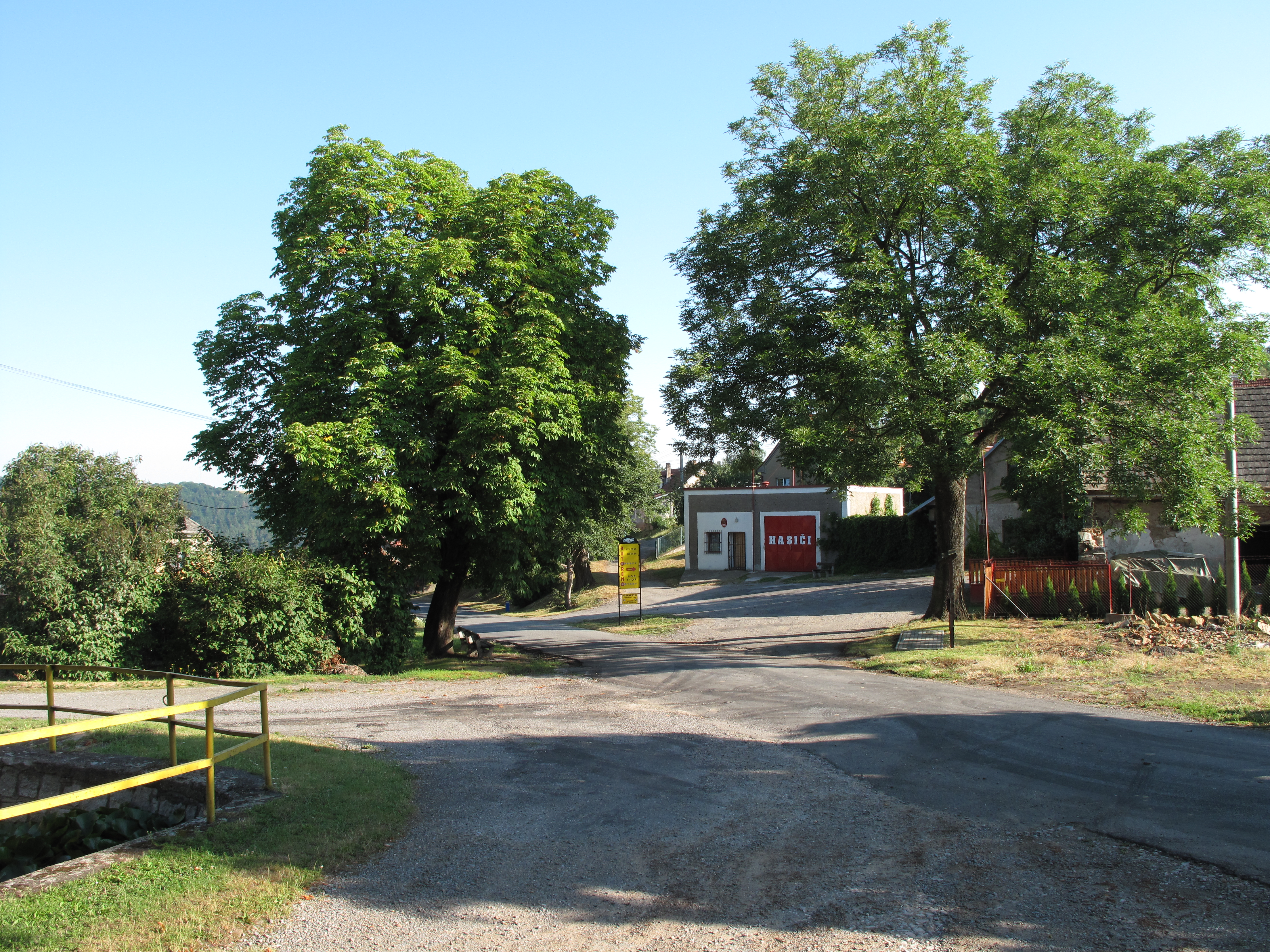
Brandweerkazerne (2010)